# 登鸛雀樓
《登鸛雀樓》，又名《登鸛鵲樓》，是唐詩五言绝句，一般認為作者是王之渙。
鹳雀楼在今山西永济市，风景秀丽，历代骚人墨客多来登楼放歌抒怀，故有大量吟詠之作。沈括認為只有李益、王文奂、暢諸三篇能状其景。此诗最早见於《國秀集》，作者題為朱斌。《国秀集》成书于唐玄宗天宝三年（744年），由国子监太学士芮挺章將此詩选录為《登楼》，署名作者為盛唐處士朱斌。北宋朝《文苑英华》首先將《登樓》易名為《登鸛雀樓》，作者改署为王之涣。范成大在《吳郡志》引用張著的《翰林盛事》說《登鸛雀樓》是吳郡人朱佐日作品。一般认为，朱斌和朱佐日可能是同一人，佐日是字。清初修《全唐诗》，此诗同时收入朱斌與王之涣名下，诗末句朱诗作“更上一重楼”，王诗作“更上一层楼”。

## 詩詞

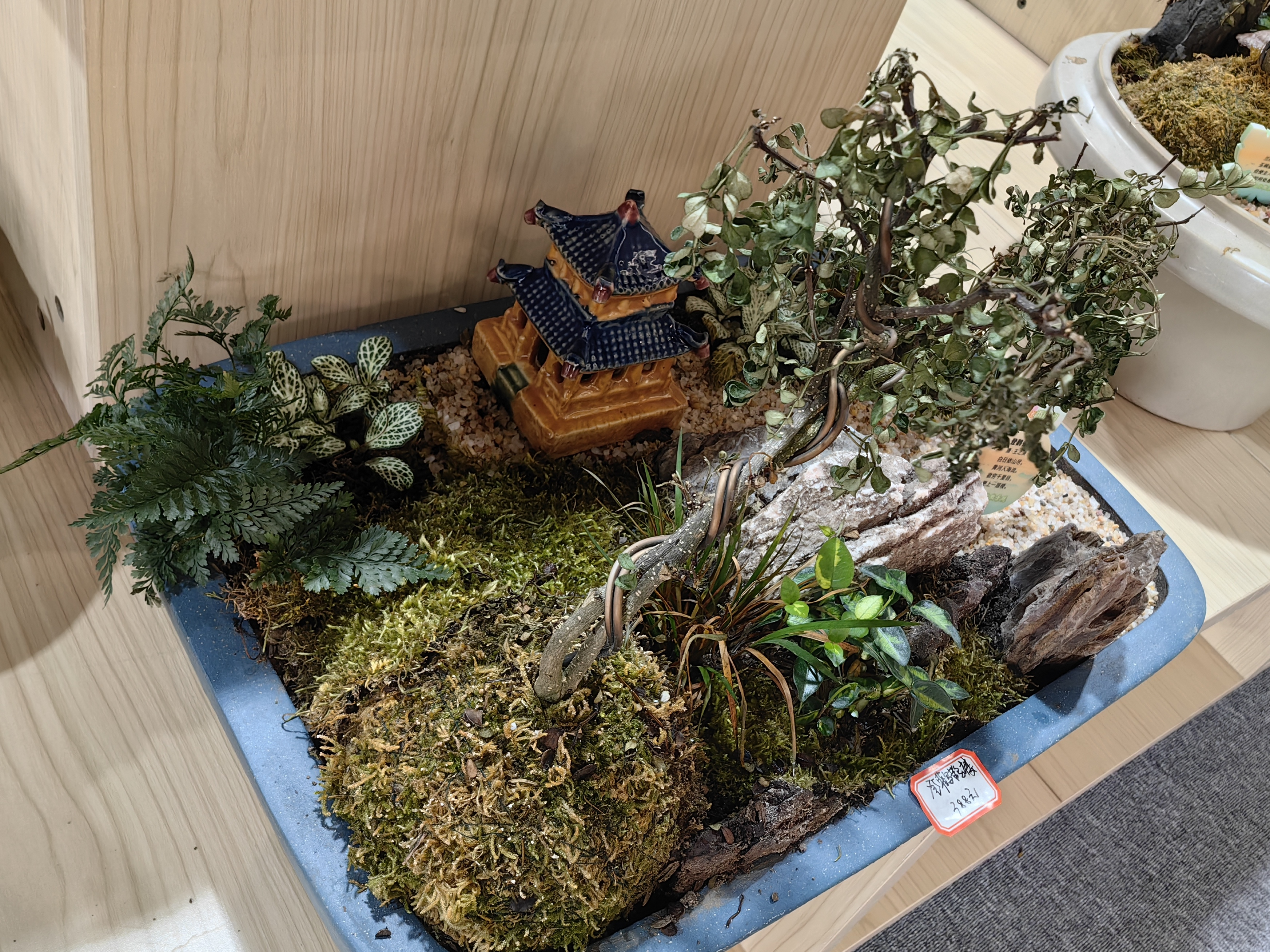
《登鹳雀楼》微景观

白日依山盡，黃河入海流。
欲窮千里目，更上一層樓。